# Hernán Martínez
Hernán Ovidio Martínez Sotomayor (* 15. September 1934) ist ein ehemaliger chilenischer Fußballspieler. Der Mittelfeldspieler bestritt ein Länderspiel für Chiles Nationalmannschaft.

## Karriere

### Verein
Hernán Martínez begann seine Karriere 1956 bei Union Española und wechselte 1960 zu Everton. Das goldblaue Trikot trug der Mittelfeldspieler bis 1964. Ein größerer Titel blieb Martínez in dieser Zeit jedoch verwehrt.

### Nationalmannschaft
Hernán Martínez absolvierte unter Fernando Riera im Juli 1960 sein einziges Länderspiel für die Nationalmannschaft Chiles. Bei der 1:4-Niederlage im Freundschaftsspiel gegen Spanien wurde der Mittelfeldspieler zur zweiten Spielhälfte für Fernando Navarro eingewechselt.